# Bitva na Voži
Bitva na Voži byl vojenský střet mezi ruskou armádou pod velením velkoknížete Dmitrije Ivanoviče a armádou Zlaté hordy pod velením murzy Begiče, který se odehrál 11. srpna 1378 nedaleko města Glebov v Rjazaňském knížectví.

## Pozadí
V 70. letech 14. století i přes zmatky a převraty, které se odehrávaly uvnitř Zlaté hordy, Tataři pozorně sledovali politiku Moskvy, jejíž moc rostla a brzy bylo zřejmé, že se Rusové snaží vymanit z tatarské nadvlády. Proto se emír Mamaj rozhodl novým vpádem na Rus upevnit svou oslabenou moc nad ruskými vazalskými státy.
Mamajova vojska roku 1375 napadla Rjazaňské knížectví, vyplenila je a táhla na Moskvu. Moskevský kníže Dmitrij Ivanovič se postavil Tatarům na odpor, přehradil jim cestu a nepustil je na své území. Když se Tataři vrátili zpět na území Zlaté hordy, rozhodl se kníže Dmitrij Ivanovič neomezovat se již jen na obranu svých hranic, ale začal podnikat výpady proti Tatarům. V roce 1376 moskevské vojsko napadlo Kazaň, vybralo spoustu stříbra jako odškodné a do města dosadilo ruské výběrčí daní a celníky. Na ruské napadení Kazaně reagoval emír Mamaj tím, že jeho vojsko 5. srpna 1378 napadlo, dobylo a vypálilo Nižní Novgorod. Obyvatelé města, kteří neuprchli, byli odvlečeni do otroctví. Poté se Mamajovo vojsko pod vedením murzy Begiče vydalo k tažení na Moskvu, kterou chtělo dobýt stejně jako Nižní Novgorod.
Když se kníže Dmitrij dozvěděl o tatarských plánech, rozhodl se Tatarům postavit na odpor, nepustit je na moskevské území a porazit je ještě na rjazaňském území. Postavil se do čela své armády a táhl Mamajovu vojsku vstříc. Na cestě do rjazaňské země se ke knížeti připojilo vojsko údělného knížete Daniela Pronského.

## Bitva

### Před bitvou
Ruské vojsko, vedené knížetem Dmitrijem, se střetlo s Begičovým vojskem na březích řeky Vože (pravý přítok řeky Oky, severozápadně od Rjazaně). Kníže Dmitrij znal mongolskou taktiku. Mongolové útočili ze zálohy, jejich útok byl náhlý, při němž nepřátelské vojsko vylákali z úkrytů, po tomto přípravném útoku následoval neočekávaný útok hlavní armády Mongolů. V tomto útoku se Mongolové snažili rozdělit postavení nepřátelských armád, po kterém následoval útok lučištníků, který zakončili bojem zblízka, muže proti muži. Této vojenské taktice se chtěl Dmitrij Ivanovič vyhnout.
Dmitrij Ivanovič se rozhodl nepřekročit řeku Vožu, čímž přinutil Mongoly bojovat v členitém terénu a nikoliv v rovinatém terénu, kde měla mongolská jízda možnost rychleji manévrovat. Svá vojska umístil na kopci a vojenské jednotky postavil do půlkruhové formace, kterou tvořil střed a na každé straně od středu stálo jedno křídlo. Střed tvořily družiny knížat a vybraná vojska, kterým velel sám kníže Dmitrij. Do čela pravého křídla postavil moskevského okolničího Timofeje Veljaminova s knížetem Ondřejem Olgerdovičem Polockým. V čele levého křídla stál pronský kníže Daniel.

### Bitva
Vojenské jednotky několik dní nečinně stály na svých pozicích, ani jedno ze soupeřících vojsk nechtělo přejít na druhou stranu řeky. Nakonec 11. srpna 1378 moskevské jednotky začaly předstírat ústup, což Tatary pod vedením murzy Begiče přimělo k tomu, aby řeku přebrodili a na ruské jednotky zaútočili. Když jednotlivé tatarské pluky přebrodily řeku, přešly ihned do útoku, přičemž narazily na nehybnou stěnu ruských vojsk s napřaženými kopími. Tataři odpor neočekávali, a proto oproti své taktice koně zastavili a stříleli jednotlivě z luků. V ten okamžik kníže Dmitrij vydal smluvené znamení k útoku.
Přední řady tatarských jezdců nevydržely nápor ruských vojsk a daly se na ústup, což vyvolalo zmatek v zadních řadách tatarských jezdců, kteří se po přebrodění řeky tísnily na malém území a neměly kam ustoupit. Ruský střed a obě křídla útočily ze tří stran, zatímco Tataři se tísnili na malém území s řekou v zádech. Bitva trvala dlouho do noci, přičemž břeh řeky pokrylo mnoho padlých těl, převážně tatarských bojovníků a jejich koňí. Při ústupu v řece padlo mnoho urozených murzů, mezi nimi i velitel tatarského vojska, chánův vyslanec murza Begič. Porážka Tatarů v této bitvě byla zdrcující.

### Po bitvě
Dmitrij přepravil přes řeku svá vojska a ihned vyslal několik malých oddílů za prchajícími Tatary. Zmocnili celého nepřátelského vozatajstva, mnoha zbraní a velkého množství cenností. Poté Dmitrij přeskupil svou armádu a ráno 12. srpna chtěl pokračovat v pronásledování Tatarů. Ranní hustá mlha, která se nezvedala, překazila jeho plány, a tak se zbytku Tatarů podařilo uniknout do stepí.

## Význam bitvy
Bitva na řece Voži byl přelom v dějinách vzájemných vztahů mezi Zlatou hordou a moskevským knížectvím. Byla to první otevřená bitva s Mongoly, v níž Rusové zvítězili.
Ačkoliv bitva na řece Voži byla významná, byla jen testováním sil obou stran, přípravou k rozhodujícímu střetnutí, k němuž došlo o dva roky později na Kulikově poli.